# Государственная гостевая резиденция

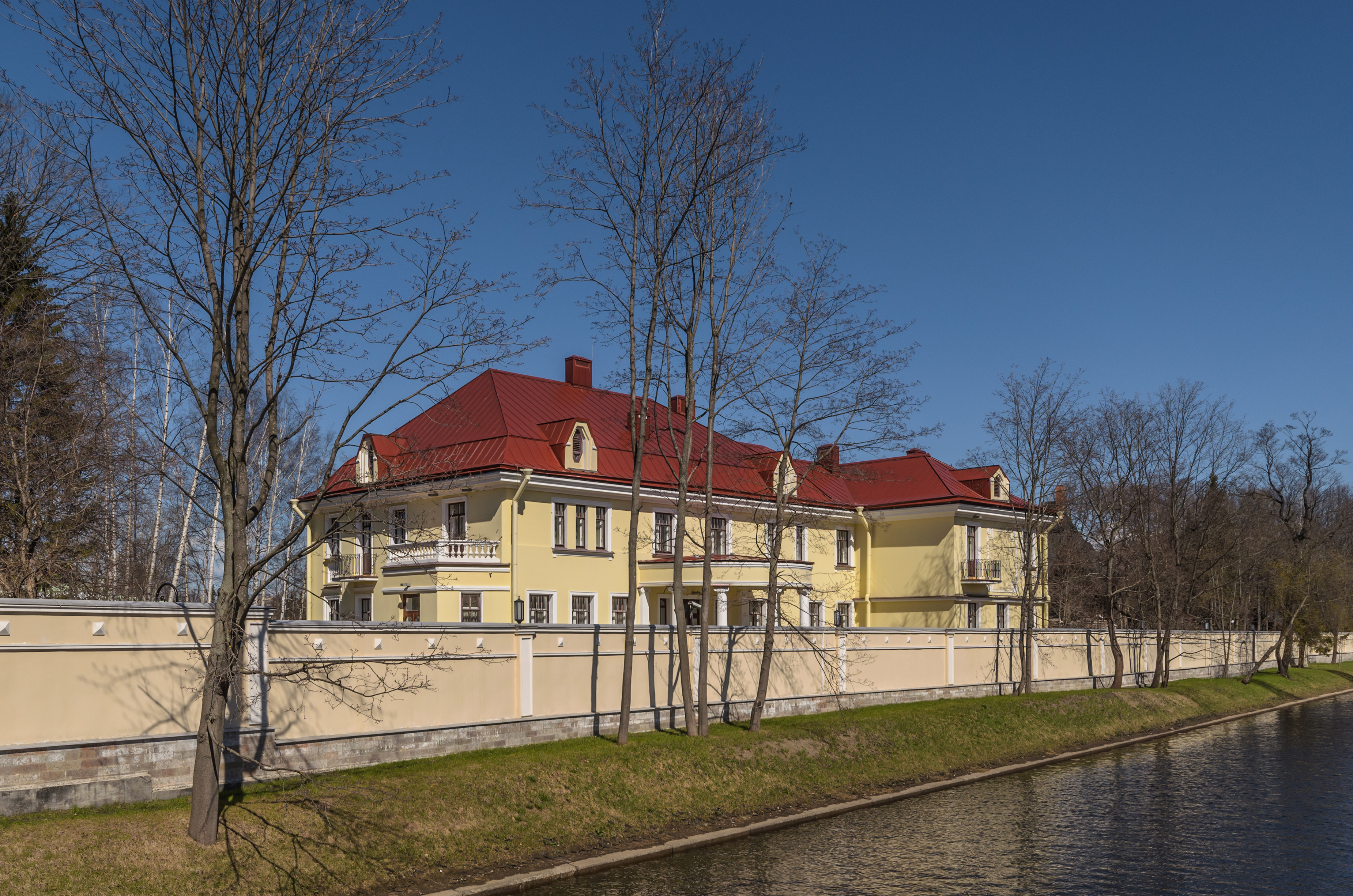
Дача Соловейчик

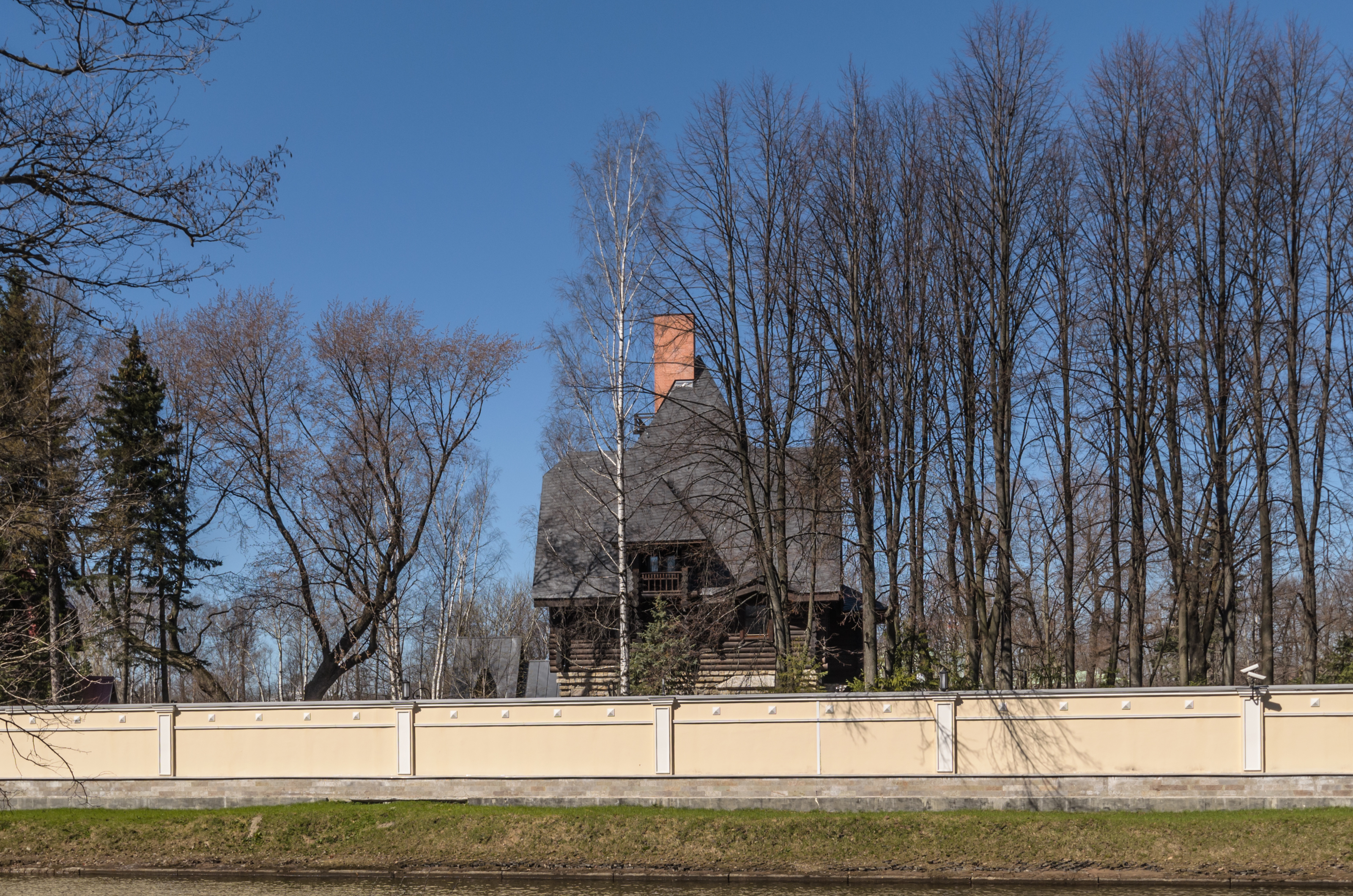
Особняк Мельцера

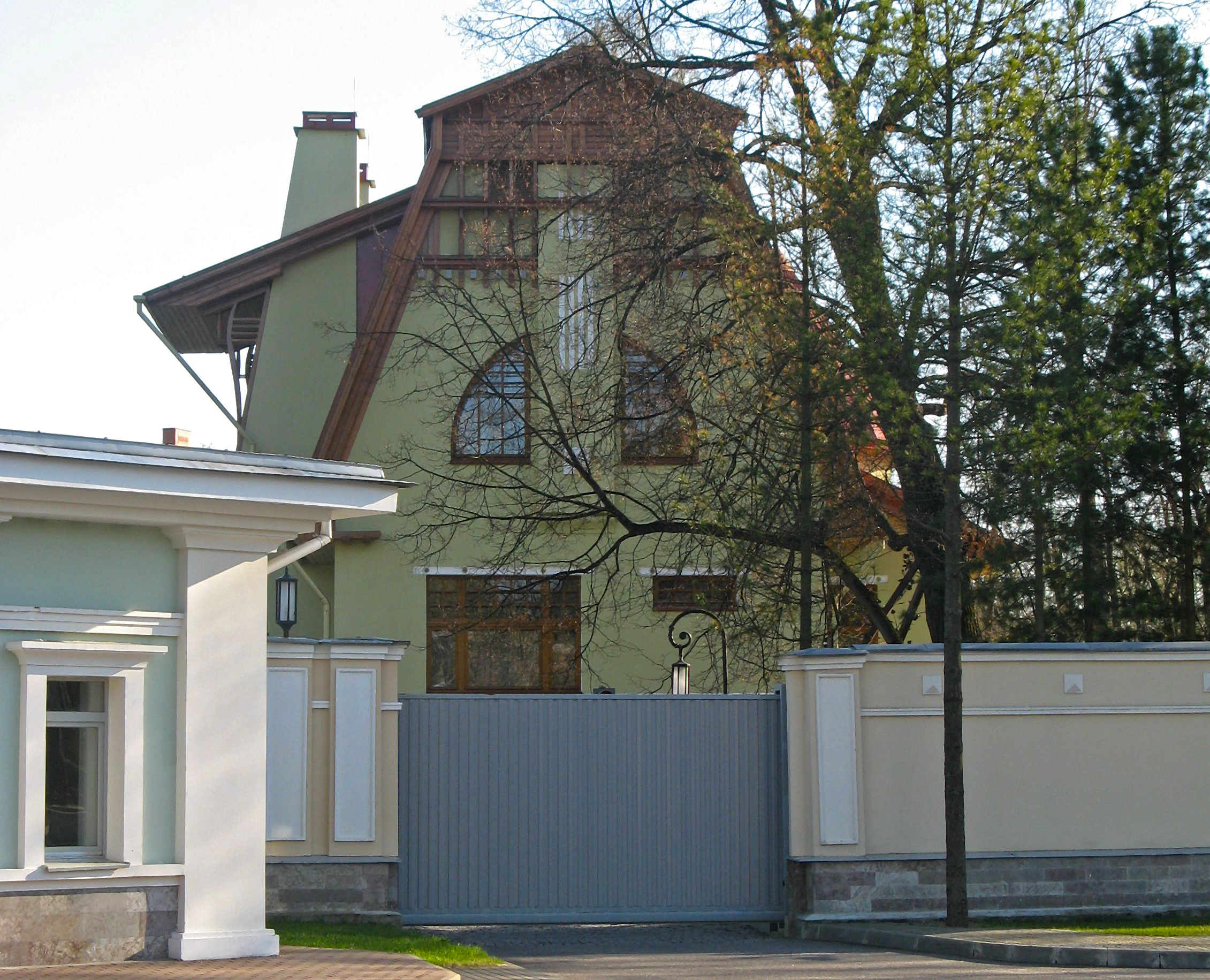
Дача Шёне

Государственная гостевая резиденция — резиденция президента РФ (бывшая К-4), находящаяся в Санкт-Петербурге на Каменном острове.
Объект в 2008 году реконструировался для размещения высокопоставленных иностранных гостей.

## Состав
В состав объекта входят:
- Дача (особняк) Соловейчик (Полевая аллея, дом № 1), построена в 1914 году по проекту архитектора Е. Ф. Эделя для семьи банкира Соловейчика.

 Объект культурного наследия народов РФ регионального значения. Рег. № 781720971890005 (ЕГРОКН). Объект № 7802233000 (БД Викигида)
- Усадьба архитектора Р.-Ф. Мельцера (Полевая аллея, дома № 6, 8), построена в 1904—1906 годах по собственному проекту в стиле модерн. Усадьбу составляют особняк, служебный флигель и баня.

 Объект культурного наследия народов РФ регионального значения. Рег. № 781721206340005 (ЕГРОКН). Объект № 7802234000 (БД Викигида)
- Особняк (дача) архитектора В. И. Шёне (Театральная аллея, дом № 8 литера Д / Сквозной проезд, дом № 3), построен в 1902—1903 годах по собственному проекту в стиле модерн.

 Объект культурного наследия народов РФ регионального значения. Рег. № 781721208550005 (ЕГРОКН). Объект № 7802236000 (БД Викигида)